# Goniothalamus cardiopetalus
Goniothalamus cardiopetalus är en kirimojaväxtart som först beskrevs av Nicol Alexander Dalzell, och fick sitt nu gällande namn av Joseph Dalton Hooker och Thomas Thomson. Goniothalamus cardiopetalus ingår i släktet Goniothalamus och familjen kirimojaväxter. Inga underarter finns listade i Catalogue of Life.